# HD 93129

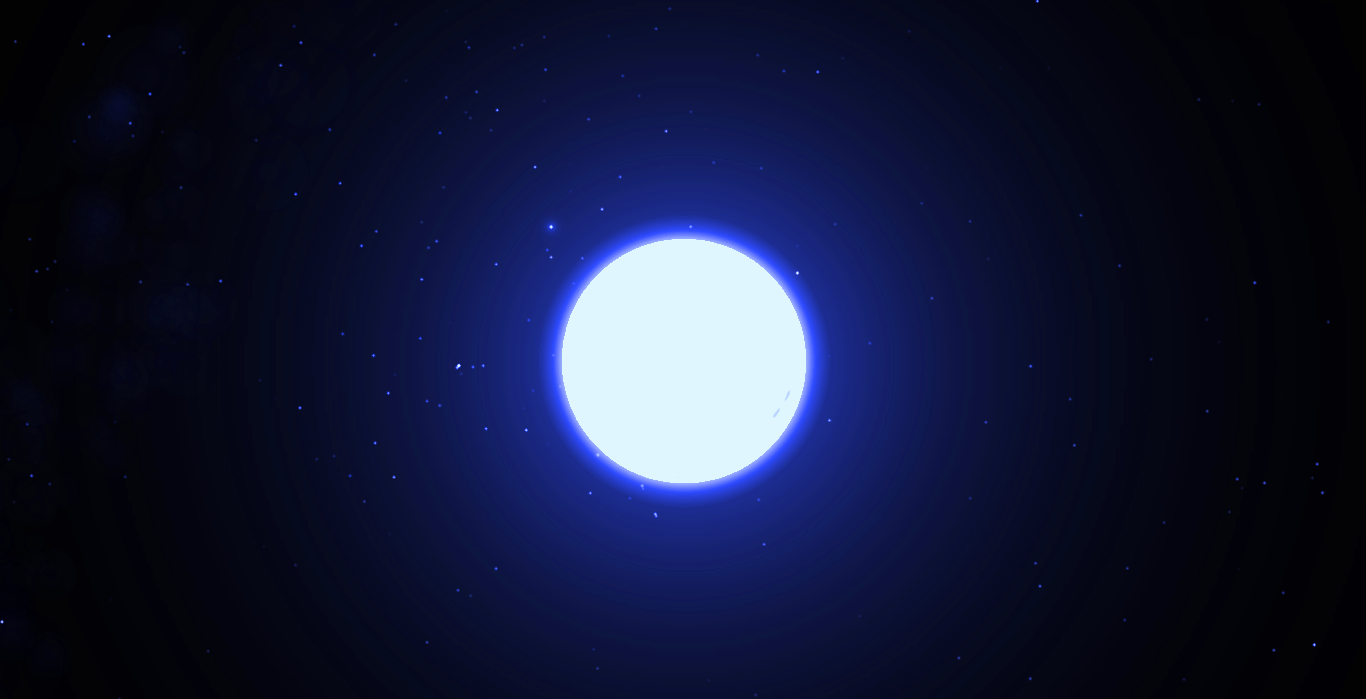
HD 93129 5 AU Celestia

HD 93129 (CPD-58 2618) es un sistema estelar en la constelación de Carina situado a unos 7500 años luz de distancia de la Tierra. Se encuentra en la nebulosa de Carina (NGC 3372) cerca de Eta Carinae, dentro del cúmulo estelar Trumpler 14.
HD 93129 es uno de los sistemas estelares más masivos que se conocen, formado por al menos tres estrellas azules muy luminosas. La estrella principal, HD 93129 Aa, es una estrella azul supergigante de tipo espectral O2 If*. Nótese que a pesar de su clase de luminosidad de supergigante (I) se cree que HD 93 129 Aa está todavía en la secuencia principal, esto es, quemando hidrógeno en su núcleo. Es una estrella muy caliente, con una temperatura efectiva cercana a los 45 000 K. Su masa es de aproximadamente 100-120 masas solares y su edad se estima en menos de 2 millones de años.
Observaciones llevadas a cabo a partir de 2002 con el telescopio espacial Hubble han puesto de manifiesto que HD 93129 Aa tiene una estrella compañera, HD 93129 Ab, situada a menos de 0,1 segundos de arco (230 UA). La distancia en el cielo entre las dos estrellas de este sistema está disminuyendo, habiendo pasado en una década de unos 0,070 segundos de arco a unos 0,040 segundos de arco como consecuencia de su movimiento orbital. HD 93 129 Ab podría tener una masa cercana a las 70 masas solares. La interpretación de recientes observaciones de ondas de radio y rayos X de HD 93 129 Aa+Ab parece indicar que los vientos estelares de ambas estrellas están colisionando.
La otra componente del sistema, HD 93129 B, es también una estrella azul de tipo espectral O3.5 V, 1 millón de veces más luminosa que el Sol y con una masa en torno a las 80 masas solares. La separación entre HD 93 129 Aa+Ab y HD 93 129 B es de 8000 UA.